# Amphipholis platydisca
Amphipholis platydisca är en ormstjärneart som beskrevs av Nielsen 1932. Amphipholis platydisca ingår i släktet Amphipholis och familjen trådormstjärnor. Inga underarter finns listade i Catalogue of Life.